# The 100 Greatest Artists of All Time
Der Artikel Die 100 größten Musiker aller Zeiten (englische Ausgabe: 100 Greatest Artists) ist ein erstmals 2004 und 2005 unter dem Titel The Immortals von der US-amerikanischen Musikzeitschrift Rolling Stone veröffentlichter Artikel, der eine Musiker-Liste mit den aus ihrer Sicht 100 größten Popmusikern „aller Zeiten“ – besser gesagt der Zeit ab 1954 bis zur Gegenwart – enthält.
Eine neue Version erschien im Jahr 2011. Die Zusammenstellung enthält vornehmlich US-amerikanische und einige britische Musiker sowie mit Ausnahme von Carlos Santana (# 90) ausschließlich Interpreten aus dem englischen Sprachraum. Die meisten Musiker waren in den 1960er- und 1970er-Jahren aktiv.

## Entstehung
Der Artikel wurde Ende des Jahres 2004 sowie Anfang 2005 in zwei Ausgaben der Zeitschrift anlässlich des 50. Geburtstag des Rock ’n’ Roll veröffentlicht. Der Rolling Stone nimmt hierzu Elvis Presleys Aufnahme von That’s All Right im Juli 1954 als dessen Geburtsstunde an. Insgesamt waren 55 Personen unterschiedlicher Altersgruppen, darunter Musiklegenden, Kritiker und Produzenten, dazu aufgerufen, die einflussreichsten Vertreter der Rock-and-Roll-Ära zu wählen. In Würdigung ihrer Idole und Kollegen verfassten angesehene Musiker wie David Bowie, Elvis Costello und Lou Reed Essays im Sinne von Laudationen.
Ein 2011 erschienenes Update umfasst einige Änderungen. So wurden etwa Jay-Z, Metallica, Pink Floyd, Queen, R.E.M., die Talking Heads oder Tom Petty der Liste hinzugefügt. Im Gegenzug wurden Interpreten wie Etta James, Miles Davis, N.W.A oder Roxy Music herausgenommen.

## Liste
Stand 2011
1. The Beatles
2. Bob Dylan
3. Elvis Presley
4. The Rolling Stones
5. Chuck Berry
6. Jimi Hendrix
7. James Brown
8. Little Richard
9. Aretha Franklin
10. Ray Charles
11. Bob Marley
12. The Beach Boys
13. Buddy Holly
14. Led Zeppelin
15. Stevie Wonder
16. Sam Cooke
17. Muddy Waters
18. Marvin Gaye
19. The Velvet Underground
20. Bo Diddley
21. Otis Redding
22. U2
23. Bruce Springsteen
24. Jerry Lee Lewis
25. Fats Domino
26. Ramones
27. Prince
28. The Clash
29. The Who
30. Nirvana
31. Johnny Cash
32. Smokey Robinson & the Miracles
33. The Everly Brothers
34. Neil Young
35. Michael Jackson
36. Madonna
37. Roy Orbison
38. John Lennon
39. David Bowie
40. Simon & Garfunkel
41. The Doors
42. Van Morrison
43. Sly & the Family Stone
44. Public Enemy
45. The Byrds
46. Janis Joplin
47. Patti Smith
48. Run-D.M.C.
49. Elton John
50. The Band
51. Pink Floyd
52. Queen
53. The Allman Brothers Band
54. Howlin’ Wolf
55. Eric Clapton
56. Dr. Dre
57. Grateful Dead
58. Parliament / Funkadelic
59. Aerosmith
60. Sex Pistols
61. Metallica
62. Joni Mitchell
63. Tina Turner
64. Phil Spector
65. The Kinks
66. Al Green
67. Cream
68. The Temptations
69. Jackie Wilson
70. The Police
71. Frank Zappa
72. AC/DC
73. Radiohead
74. Hank Williams
75. Eagles
76. The Shirelles
77. Beastie Boys
78. The Stooges
79. The Four Tops
80. Elvis Costello
81. The Drifters
82. Creedence Clearwater Revival
83. Eminem
84. James Taylor
85. Black Sabbath
86. Tupac Shakur
87. Gram Parsons
88. Jay-Z
89. The Yardbirds
90. Carlos Santana
91. Tom Petty
92. Guns N’ Roses
93. Booker T. & the M.G.’s
94. Nine Inch Nails
95. Lynyrd Skynyrd
96. The Supremes
97. R.E.M.
98. Curtis Mayfield
99. Carl Perkins
100. Talking Heads